# رایانش فضایی

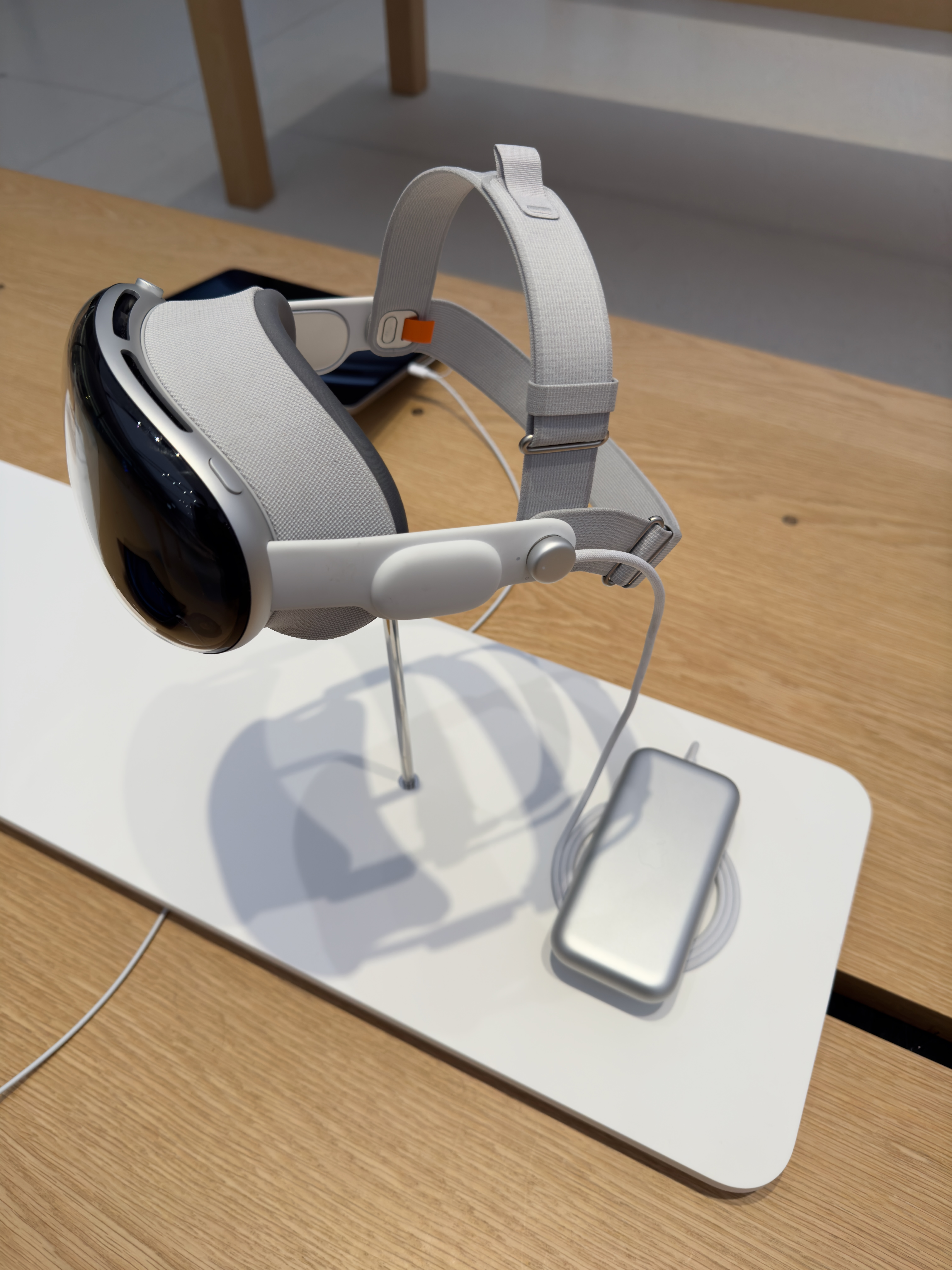
اپل ویژن پرو یک محصول رایانش فضایی است که توسط اپل توسعه یافته است

رایانش فضایی به هر یک از تکنیک‌های تعامل انسان و رایانه اشاره دارد که کاربران آن را به‌صورت واقعی و در دنیای اطراف بدن طبیعی و محیط‌های فیزیکی خود تجربه می‌کنند، به‌جای اینکه این تعامل به صفحه‌نمایش کامپیوتر محدود شده یا از دید کاربر به‌عنوان امری پشت‌صحنه تلقی شود. این مفهوم رویکرد مرسوم آموزش انسان‌ها برای تعامل با کامپیوترها در محیط‌های دیجیتال را وارونه می‌کند و به‌جای آن، تلاش می‌کند کامپیوترها را برای درک بهتر و تعامل طبیعی‌تر با انسان‌ها در دنیای واقعی آموزش دهد. این مفهوم با سایر فناوری‌ها همچون واقعیت تعمیم یافته(Extended Reality یا XR)، واقعیت افزوده (Augmented Reality یا AR)، واقعیت ترکیبی (Mixed Reality یا MR)، واسط طبیعی کاربر (Natural User Interface)، رایانش متنی (Contextual Computing)، رایانش احساسی (Affective Computing) و رایانش فراگیر (Ubiquitous Computing) همپوشانی دارد، اما کاربرد و بحث پیرامون این فناوری‌های مرتبط، به‌طور دقیق تعریف نشده است.
کامپیوترهای فضایی معمولاً شامل حسگرهایی مانند دوربین‌های مدل رنگی آرجی‌بی، دوربین‌های عمقی، ردیاب‌های سه‌بعدی، دستگاه سنجش لختی (IMU) یا ابزارهای دیگر هستند که برای حس و ردیابی بدن انسان (شامل دست‌ها، بازوها، چشم‌ها، پاها، و دهان) در تعاملات معمول با انسان و کامپیوتر در فضای سه‌بعدی به کار می‌روند. این کامپیوترها همچنین از بینایی رایانه‌ای برای درک صحنه‌های دنیای واقعی، مانند اتاق‌ها، خیابان‌ها یا فروشگاه‌ها استفاده می‌کنند و توانایی خواندن برچسب‌ها، شناسایی اشیا، ایجاد نقشه‌های سه‌بعدی و موارد دیگر را دارند. اغلب، این فناوری از واقعیت تعمیم‌یافته (XR) و واقعیت ترکیبی (MR) برای ایجاد گرافیک سه‌بعدی مجازی و صداهای سه‌بعدی مجازی استفاده می‌کند تا اطلاعات را به‌صورت طبیعی‌تر و متنی‌تر نسبت به نمایشگرهای دوبعدی سنتی ارائه دهد.
رایانش فضایی لزوماً به خروجی بصری نیاز ندارد. برای مثال، یک جفت هدفون پیشرفته که از دستگاه سنجش لختی و نشانه‌های متنی دیگر استفاده می‌کند، می‌تواند به‌عنوان یک دستگاه رایانش فضایی محسوب شود، اگر دستگاه اطلاعات صوتی متنی را به‌گونه‌ای ارائه دهد که به نظر برسد صداها به‌صورت فضایی در اطراف کاربر وجود دارند. دستگاه‌های کوچک‌تر اینترنت اشیا، مانند یک جاروبرقی روباتیک، معمولاً به‌عنوان دستگاه رایانش فضایی شناخته نمی‌شوند، زیرا فاقد تعاملات پیشرفته انسان و کامپیوتر هستند.
رایانش فضایی معمولاً به دستگاه‌های شخصی مانند هدست‌ها و هدفون‌ها اشاره دارد، اما تعاملات انسان و کامپیوتر دیگری که از موقعیت‌یابی فضایی در زمان واقعی برای نمایش‌ها استفاده می‌کنند، مانند نماتابی (Projection Mapping) یا نمایش‌های محیط مجازی خودکار (CAVE)، نیز می‌توانند در صورت استفاده از ورودی انسانی در چارچوب رایانش فضایی قرار گیرند.

## تاریخچه
اصطلاح رایانش فضایی ظاهراً در حدود سال ۱۹۸۵ یا پیش‌تر در سامانه اطلاعات جغرافیایی (GIS) ابداع شد تا به رایانش مربوط به اطلاعات جغرافیایی بزرگ‌مقیاس اشاره کند. این کاربرد اولیه تا حدودی با معنای مدرن آن مرتبط است، اما در مقیاس قاره‌ها، شهرها و محله‌ها استفاده می‌شد. در مقابل، رایانش فضایی مدرن بیشتر بر مقیاس تعاملات انسانی متمرکز است، مانند فضاهایی در اندازه یک اتاق نشیمن یا کوچک‌تر، هرچند که به این مقیاس محدود نمی‌شود و ممکن است در مقیاس‌های بزرگ‌تر نیز استفاده شود.
در اوایل دهه 1990، زمانی که حوزه واقعیت مجازی (Virtual Reality) در حال تجاری‌سازی و خروج از محیط‌های آزمایشگاهی دانشگاهی و نظامی بود، یک استارتاپ به نام Worldesign در سیاتل از اصطلاح رایانش فضایی برای توصیف تعامل بین افراد و فضاهای سه‌بعدی استفاده کرد. این رویکرد بیشتر بر مقیاس انسانی تمرکز داشت، برخلاف مثال‌های قبلی GIS که مقیاس‌های بزرگ‌تر را در نظر می‌گرفتند. این شرکت محیطی شبیه به یک سیستم نمایش CAVE ایجاد کرد که آن را تئاتر محیط مجازی نامید. تجربه سه‌بعدی این سیستم شامل یک پرواز مجازی بر فراز فلات جیزه در حدود سال 3000 قبل از میلاد بود. رابرت جیکوبسون، مدیرعامل Worldesign، منشأ این اصطلاح را به آزمایش‌هایی در آزمایشگاه فناوری رابط انسانی (HIT Lab) دانشگاه واشنگتن نسبت می‌دهد که تحت مدیریت توماس اِی. فرنس سوم انجام شد. جیکوبسون پیش از راه‌اندازی این استارتاپ اولیه VR، یکی از بنیان‌گذاران این آزمایشگاه بود.
در سال ۱۹۹۷، یک مقاله علمی توسط T. Caelli, Peng Lam, and H. Bunke با عنوان "رایانش فضایی: مسائل مربوط به بینایی، چندرسانه‌ای و فناوری‌های تجسم" این اصطلاح را به مخاطبان علمی معرفی کرد.
اصطلاح خاص "رایانش فضایی" در سال 2003 مجدداً توسط سایمون گرین‌ولد مورد اشاره قرار گرفت و به‌عنوان "تعامل انسان با ماشینی که به شناسایی و دستکاری ارجاعات به اشیاء و فضاهای واقعی می‌پردازد" تعریف شد. جان آندِرکافلر، دانش‌آموخته آزمایشگاه رسانه MIT (MIT Media Lab)، در سال 2010 طی یک سخنرانی TED، دمویی زنده از سیستم‌های رایانش فضایی چندصفحه‌ای و چندکاربره ارائه کرد. این سیستم‌ها توسط شرکت Oblong Industries توسعه داده شدند و تلاش داشتند رابط‌های کاربری آینده‌نگرانه‌ای که آندِرکافلر در فیلم‌های گزارش اقلیت (Minority Report) و مرد آهنی (Iron Man) طراحی کرده بود را به واقعیت تبدیل کنند.

## محصولات
در تاریخ ۵ ژوئن ۲۰۲۳، شرکت اپل از دستگاهی به نام اپل ویژن پرو رونمایی کرد که آن را به‌عنوان یک "کامپیوتر فضایی" معرفی می‌کند. این دستگاه شامل ویژگی‌هایی مانند جلوه سه‌بعدی صدا (Spatial Audio)، دو نمایشگر 4K از نوع میکرو-دیود نورگسیل ارگانیک، تراشه Apple R1 و قابلیت ردیابی چشم (Eye Tracking) است و در تاریخ ۲ فوریه ۲۰۲۴ در ایالات متحده عرضه شد. هنگام معرفی این پلتفرم، اپل به تاریخچه خود در محبوب‌سازی رابط‌های کاربری گرافیکی دوبعدی (2D GUI) اشاره کرد، رابط‌هایی که جایگزین روش‌های قبلی تعامل انسان و کامپیوتر، نظیر خطوط فرمان (Command Line)، شدند. اپل ادعا می‌کند که معرفی رایانش فضایی یک دسته جدید از دستگاه‌های تعاملی را به ارمغان می‌آورد که از نظر اهمیت در سطح معرفی رابط کاربری گرافیکی دوبعدی قرار دارد.
مجیک لیپ نیز پیش‌تر از "رایانش فضایی" برای توصیف دستگاه‌های خود استفاده کرده بود، که این روند از دستگاه Magic Leap 1 آغاز شد. به نظر می‌رسد استفاده این شرکت از این اصطلاح با رویکرد اپل سازگار باشد، هرچند که Magic Leap این اصطلاح را در بلندمدت ادامه نداد.

## همچنین ببینید
[ویرایش]
•فضای مجازی
•واقعیت حاد
•متاورس
•OpenXR
•شهر هوشمند
•Supranet
•تکینگی فناوری
•وب۳
•وب‌اکس‌آر
منابع
1. Ovide, Shira (2024-02-02). "اپل ویژن پرو یک رایانش فضایی است. هیچ‌کس نمی‌داند این به چه معناست". واشنگتن پست. بازیابی‌شده در 2024-02-02.
2. "ردیابی در واقعیت مجازی و فراتر از آن – VR 101: قسمت سوم". blog.vive.com. بازیابی‌شده در 2024-04-19.
3. Reeve, D. E. (آوریل 1985). "رایانش در رشته جغرافیا: محدودیت‌ها و اهداف". ژورنال آموزش عالی در جغرافیا. 9 (1): 37–44. doi:10.1080/03098268508708923. ISSN 0309-8265.
4. "به سمت رایانش فضایی هوشمند برای علوم زمین در آفریقای جنوبی". 1993.
5. Jacobson, Bar-Zeev, Wong, Dagit (1993). "تئاتر محیط مجازی با استفاده از رایانش فضایی". RealityPrime.
6. Caelli, Terry; Bunke, Horst (1997). "رایانش فضایی: مسائل مربوط به بینایی، چندرسانه‌ای و فناوری‌های بصری‌سازی". World Scientific. ISBN 978-981-02-2924-5.
7. Greenwold, Simon (ژوئن 2003). "رایانش فضایی" (PDF). پایان‌نامه کارشناسی ارشد MIT. بازیابی‌شده در 22 دسامبر 2019.
8. Underkoffler, John (2010). "اشاره به آینده رابط کاربری". کنفرانس TED.
9. "اپل ویژن پرو". Apple. Apple Inc. بازیابی‌شده در 5 ژوئن 2023.
10. "Magic Leap". مجیک لیپ Inc. بازیابی‌شده در 9 فوریه 2024.

1. ↑  «1».
2. ↑  «2».
3. ↑  «3».
4. ↑  «4».
5. ↑  «۵».
6. ↑  «۶».
7. ↑  «۷» (PDF).
8. ↑  «۸».
9. ↑  «۹».
10. ↑  «۱۰».